# Winter-Paralympics 2022/Teilnehmer (Vereinigte Staaten)
| stlisierte Goldmedaille | stlisierte Silbermedaille | stlisierte Bronzemedaille |
| ----------------------- | ------------------------- | ------------------------- |
| 6                       | 11                        | 3                         |

Die Vereinigten Staaten nahmen an den Winter-Paralympics 2022 in Peking vom 4. bis 13. März 2022 teil. 67 Athletinnen und Athleten waren nominiert.

## Teilnehmer

### Rollstuhlcurling
| Wettbewerb      | Team |
| --------------- | --- |
| Athleten        | |
| Vorrunde        | Slowakei (3:9) Großbritannien (6:10) Estland (9:6) Kanada (4:7) Norwegen (6:5) China (2:10) Schweiz (8:5) Lettland (8:7) Schweden (7:10) Südkorea (7:6) |
| Halbfinale      | ausgeschieden |
| Spiel um Bronze | ausgeschieden |
| Finale          | ausgeschieden |
| Rang            | 6 |